# Dunaföldvár–Solt-vasútvonal
A hajdani 13 km hosszú Dunaföldvár–Solt-vasútvonal a Pusztaszabolcs–Paks-vasútvonal és a Kunszentmiklós-Tass–Dunapataj-vasútvonal között létesített kapcsolatot a Dunán át. A megszüntetett és elbontott vonal a MÁV 151a számú vasútvonala volt.

## Előzmény
A magyar vasúthálózat hiányossága volt, hogy Budapesttől délre egészen Bajáig nem volt vasúti átkelési lehetőség. Ennek enyhítésére született meg a Sárbogárd–Előszállás–Dunaföldvár–Solt–Fülöpszállás vonal terve, a V0 vasútvonal tervének korábbi változata. A vasútvonal fontos láncszeme lett volna az 1930-as években tervezett, úgynevezett belső vasúti gyűrűnek, amely a dunántúli városokat, Győrt, Komáromot kötötte össze a Duna-Tisza közén, Kecskeméten keresztül a tiszántúli városokkal, Gyomával és Békéscsabával.

## Története
A jelentős földmunkával járó Dunaföldvár–Solt vasútvonalat 1937-től kezdték el építeni, 34,5 kg/fm tömegű, „c” rendszerű sínekkel.  A pályát az 1928–1930 között épült dunaföldvári Duna-hídon vezették át, amely korábban csak közúti hídként üzemelt, a solti Kis-Duna-ágra külön hidat építettek. Dunaföldvár állomás kibővítésével a vonalat 1940. január 15-én adták át a forgalomnak.

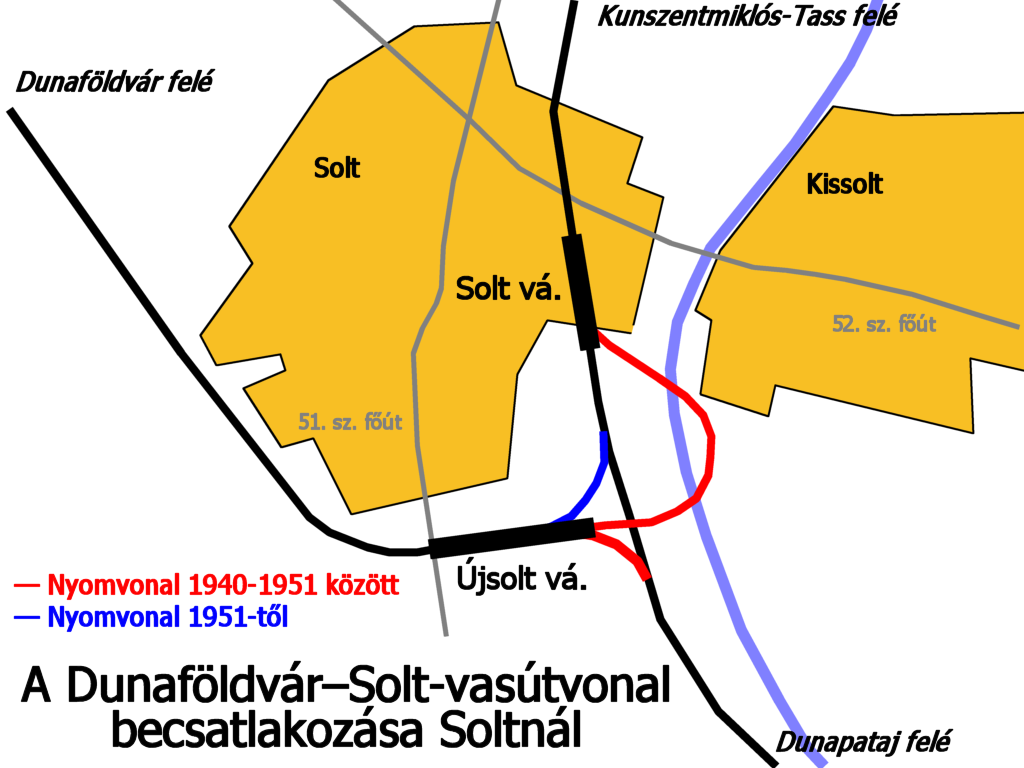
Solt és Újsolt állomás

Mivel a tervek szerint a Solt-Dunaföldvár vonal K-Ny irányú fővonal része lett volna, már a vonal tervezésekor felvetődött Solt állomás áthelyezése a dunapataji vonalról az újonnan épülő fővonalra. Újsolt állomást a település déli részére tervezték, 6 vágánnyal, 100 tengely befogadására alkalmas vágányhosszal. A 3. átmenő fővágány lett volna a leghosszabb 620 méter használható hosszal. Ebbe az állomásba csatlakozott volna be a Kunszentmiklós-Tass–Dunapataj-vasútvonal kunszentmiklósi és dunapataji része, melyet félbevágott volna az új vonal, Újsoltnál irányváltást téve szükségessé.
Az új állomás építése késedelmet szenvedett, a vasútvonal elkészülte idejére nem tudta ellátni feladatát, így megmaradt Solt régi állomása. A dunaföldvári vonal Solt állomás 6-os, legkülső váltójánál ágazott ki, 300 méter sugarú ívben haladt, és 1450 méter távolságban Solt állomás és Dunatetétlen mrh. között 79°-os szögben pályaszintben keresztezte a dunapataji vonalat. A keresztezésnél létesült az "A" szolgálati hely, Dunatetétlen és Dunaföldvár felől egy-egy alakjelzővel és terelőcsonkával.
Újsolt később megépült. 1941. december 30-i feljegyzés szerint "Újsolt állomáson csak 3200 méter használható hosszúságú vágány fekszik". Az 1943-as menetrend már üzemelő állomásként jelöli, viszont Solt állomás továbbra is megmaradt. Újsoltra betértek a dunapataji vonatok is, tehát addigra kiépült a deltavágány is Dunatetétlen (Dunapataj) felől.
1944-ben a visszavonuló német csapatok súlyosan megrongálták a vonalat, a vágányokat ekével felszántották, a hidat felrobbantották. A vasútvonalat 1950-1951 között állították helyre új anyagok beépítésével, 48 kg-os sínekből és betonaljakból, Budapestet elkerülő stratégiai vasútvonalként. A későbbiekben átépítés nem történt, a vasútvonal felszedéséig ez a felépítmény maradt használatban.
Átalakították a solti becsatlakozást, a vonal Újsolt és Solt között a Dunapatajra tartó vágány keresztezése nélkül közvetlenül csatlakozott a Kunszentmiklós-Tass–Dunapataj-vasútvonalhoz. A dunapataji vonalrész vonatai újra Solt állomásra futottak be. Az 1952 októberétől érvényes menetrendben már nem szerepelt Újsolt állomás, viszont Kunszentmiklós-Solt-Dunaföldvár és Solt-Dunapataj menetrendi mezőket tartalmazott.
A folytatás - amely Fülöpszálláson a Fülöpszállás–Kecskemét-vasútvonalhoz kapcsolódva Kecskemét felé is összeköttetést jelentett volna – már sohasem épült meg. Ennek megépítését később a Rákosi-rendszer is újra tervbe vette, sőt még az 1990-es évek elejéig is napirenden volt a majdani megépítése. Érdekesség, hogy a Solt és Dunaföldvár közötti szakasz építésekor a szelvényezést úgy szabták meg, hogy az Fülöpszállástól induljon.
A vonalon a személyforgalmat 1979. szeptember 1-jén állították le az 1968-as közlekedéspolitikai koncepció eredményeként, azonban a vonal megmaradt teherforgalmi célokra, valamint a dunai átkelés lehetősége miatt. A rendszerváltozás után a teherforgalom visszaesése következtében jelentősen vesztett a jelentőségéből. Sokáig a Paksi atomerőmű használt fűtőelemeinek vasúti szállítására használták.

## A vonal bezárása
A vasútvonal végét a dunaföldvári Beszédes József híd 2001-es felújítása jelentette. A felújítás során úgy döntöttek, hogy az addig közúti-vasúti üzemű híd ezentúl csak a közúti forgalmat fogja szolgálni, a vágányokat felszedik. A vonalon a végleges vágányzárat 2000. május 31-én hirdették ki. A pálya bontása 2001-ben kezdődött. Elsőnek a Duna-híd vágányzatát szedték fel, ezt követte a dunaföldvári, majd 2002-ben a solti oldalon a kapcsolódó vágány felszedése.
A vasútvonal tárgyi emléke a solti Kis-Duna-híd. A solti Duna-ágon a vasút külön hídon kelt át, ez a híd ma is látható a közúti híd mellett, bár vágányok nélkül. Dunaföldváron a város elkerülő útja (52-es főút) került az egykori vasút helyére, így a felújított híd forgalma elkerüli a városközpontot.
2015 májusában a két város között - az egykori nyomvonalon - kerékpárutat építettek és adtak át. Így már nem csak a dunaföldvári szakasz nyert új funkciót, hanem a solti is. A Kis-Duna híd hangulatos faburkolatot kapott. 15 évvel a végleges vágányzár kihirdetése után a nyomvonal jelentős részén már aszfaltcsík húzódik.
Napjainkra a vonal végállomásain is megszűnt a személyszállítás.
- Solt állomáson a Kunszentmiklós-Tass–Dunapataj-vasútvonal személyforgalmának leállításával  2007. március 4-ével szűnt meg a személyszállítás.
- Dunaföldvár állomáson a Pusztaszabolcs–Paks-vasútvonal Mezőfalva-Paks közti szakaszának személyforgalmának leállításával  2009. december 13-ával szűnt meg a személyszállítás. Így az egykori vasútvonal közelében nincs már a személyforgalom.